# 紅海危機
紅海危機（こうかいきき）とは、2023年10月19日、イランが支援するイエメンのフーシ派がイスラエルにミサイルと武装ドローンを発射し、ガザ地区への侵攻の停止を要求したことから始まった紅海の緊張状態、それに関する一連の出来事のことを指す言葉である。それ以来、フーシ派は紅海で数十隻の商船や艦艇を拿捕したり、船舶などに対する空爆を開始し、米軍やその同盟軍によるフーシ派のミサイルサイロやその他の標的地への数百回に及ぶ空爆の原因となっている。これらの紅海の危機的状況は、2023年パレスチナ・イスラエル戦争、イラン・イスラエル代理戦争、イラン・アメリカ代理戦争、イエメン危機から来るものだとされている。
国際的に認められたイエメンの国家機関である大統領指導評議会（政府に値する）に反抗するフーシ派は2014年以降、紅海沿いのイエメン領土のかなりの範囲を支配している。2023年パレスチナ・イスラエル戦争が始まって間もなく、ハマースと同盟関係にある組織は、敵国に当たるイスラエルに対してミサイルや無人機を発射し始めた。フーシ過激派は、紅海、特にエジプト・スエズ運河への南の海上玄関口として機能し、世界経済のチョークポイントであるバブ・エル・マンデブ海峡で、様々な国の商船にも発砲している。このグループは、イスラエルと関係のあるあらゆる船舶を標的とみなし、イスラエルがハマスに対する戦争をやめるまで民間の商船などであっても攻撃を続けると宣言している。フーシ派は、イスラエル、米国、または英国に関連する船を標的にしたと述べたが、実際はフーシ派は多くの国の船を無差別攻撃した。統計では2023年10月から2024年3月にかけて、フーシ派は紅海で60回以上船舶を攻撃した。フーシ派の攻撃を避けるため、何百隻もの商船が南アフリカ周辺を航行するように航路を変更した。
フーシ派の紅海攻撃は、多くの国から軍事的な反撃を受けている。2024年1月、国連安全保障理事会はフーシ派の攻撃を非難し、紅海の航行の自由を確認する決議2722を採択した。米国主導の「繁栄の守護者作戦」は、紅海の海運を守るために開始された。この作戦には、イエメンのフーシ派支配地域への爆撃や、紅海のフーシ派船舶への攻撃も含まれている。1月12日以来、米国と英国はフーシ派に対する連合軍のミサイル攻撃を主導しており、他の国々は独自にイエメン近海をパトロールしている。5月、イエメン軍のヤヒヤ・サリー准将は「地中海のイスラエルの港に向かうあらゆる船舶を、到達可能なあらゆる海域で標的にする」と発表した。

## 背景

### イエメン国内のフーシ派
フーシ派は、イランが支援するザイド派イスラム主義過激派組織で、イエメンの一部を事実上支配しているが、国際的に認められたイエメン政府ではない。2014年にイエメンでフーシ派が政権を掌握したことで、フーシ派は首都サナアを占領したが（サナアの戦い (2014年)）、反フーシ派勢力であり、事実上のイエメン政府である大統領指導評議会は、イエメンの正統な政府として国際社会から認められている。これらの争いは今なお続くイエメン内戦に発展し、何百万人もの住民が国内避難を余儀なくされ、サウジアラビア主導の連合軍はイエメンの封鎖を課すことで対応した。これらが組み合わさって経済力は大きく低くなり、2016年以来、イエメンでは世界最悪の貧困国の1つとなっている。
米軍は、イエメンのフーシ派支配地域と紅海上空で、脅威となるフーシ派の無人機を破壊し、紛争地域の緊張状態をより悪化させた。これは、フーシ派による攻撃が続いており、イエメン内戦を終わらせるための軍事的な挑戦の1つとなっている。

### フーシ派とイスラエル・パレスチナ戦争
2023年10月7日、2023年イスラエル・パレスチナ戦争の引き金となったハマス主導のイスラエル攻撃の後（2023年のハマスによるイスラエル攻撃）、中東全域でイランが支援する多数の過激派勢力（フーシ派を含む）がパレスチナ人への支持を表明し、イスラエルを攻撃すると脅した。フーシ派の指導者アブドルマリク・フーシは、米国がイスラエルを支援するために介入しないよう警告し、もしも米国が介入を行った場合は無人機やミサイル攻撃による報復を受けると脅した。また、紅海での攻撃を終わらせるために、フーシ派はイスラエル・パレスチナ戦争の停戦と、それに伴うイスラエルによるガザ地区の封鎖の終結を要求した。

### フーシ派過激派が使用する武器
兵器調査局によると、フーシ派の兵器は、ほとんどがロシア、中国、イラン製のものだという。世間ではフーシ派は地対地ミサイル、ロケット砲、徘徊型兵器、無人航空機(UAVs)を使用することが知られている。
- トゥーファーン - 射程1,800 km (1,100 mi)の地対地ミサイル[71]。
- 巡航ミサイル - イランのスーマール（英語版）・ファミリー製で、射程距離は約2,000 km (1,200 mi)である[71]。
- クドゥス-2ミサイル - 射程は1,350 km (840 mi)とされるが、イスラエルを攻撃するために作られた[72]。
- サンマード（英語版）-3およびサンマード-4 - 射程1,800 km (1,100 mi)以上のUAV/徘徊型兵器[72]。
- ワイード無人機（アラビア語版） - イランのシャヘド136に似ており、射程2,500km(1,600マイル)の徘徊型兵器[72]。

## タイムライン

### 2023年10月
2023年10月19日、アメリカ当局によると、アメリカ海軍の駆逐艦カーニーは、イエメンのフーシ派が発射したイスラエルに向かう陸上攻撃巡航ミサイル3発と無人機数機を撃墜した。これは、戦争勃発以来、イスラエルを守るための米軍による最初の行動だった。その後、巡航ミサイル4発と無人機15機を撃墜したと報告された。さらに多くのミサイルがイスラエルの対弾道ミサイル「アロー」によって迎撃され、他のミサイルは目標に届かなかったり、イスラエル空軍やフランス海軍によって迎撃されたりした。
2023年10月27日、2発の徘徊型兵器が紅海南部から北方向に発射された。イスラエル国防軍（IDF）当局によると、標的はイスラエルだったが、エジプトからは国境を越えていなかった。2機のうち、1機はエジプトのタバにある病院に隣接するビルに命中し、6人が負傷した。もう1機はエジプトのヌウェイバ近くの発電所の近くで撃墜された。無人機がタバに墜落した後、フーシ派の幹部がツイッターに一言投稿し、近くのイスラエルの都市エイラートに言及した。

### 2023年11月
11月1日午前0時45分、IDFはイエメンから発射されたミサイルを迎撃し、エイラート南部で破壊を確認した。11月8日、イエメン沖で米国のMQ-9リーパー無人攻撃機がフーシ派の防空網に撃墜された。国防総省は以前、MQ-9無人攻撃機はハマースが拉致した人質を奪還するためのIDFの活動を支援するため、情報収集の役割でガザ上空を飛行していたと発表している。11月9日、フーシ派はエイラートに向けてミサイルを発射した。ミサイルはアロー3ミサイルによって迎撃され、アロー3としては初めて迎撃に使用された。
11月14日、フーシ派は多数のミサイルを発射し、そのうちの1発はエイラートに向けて発射された。イスラエル当局によると、このミサイルはアローミサイルによって迎撃された。翌日、米政府当局者は、イエメンから飛来した無人航空機をミサイル駆逐艦のトーマス・ハドナーが撃墜したと発表した。11月22日、フーシ派はエイラートに向けて巡航ミサイルを発射した。イスラエル当局によると、このミサイルはF-35によって撃墜に成功したという。2023年11月23日、米政府当局者は、ミサイル駆逐艦トーマス・ハドナーがイエメンから発射された複数の攻撃用ドローンを撃墜したと発表した。
2023年11月29日、米国当局によると、米海軍駆逐艦カーニーは、駆逐艦がバブ・エル・マンデブ海峡に接近した際、フーシ派のKAS-04無人攻撃機を撃墜した。2023年11月30日、サウジアラビアのメディアは、イスラエルの空爆によりイエメンの首都サナアにあるフーシ派の武器庫が爆発したと報じた。フーシ派当局はこの報道を否定し、代わりにガソリンスタンドが攻撃されたと述べた。フーシ派の政治局員であるヘザム・アル＝アサド氏は、爆発はイエメン内戦で残された不発弾の残骸によるものだと述べた。

### 2023年12月
2023年12月6日、フーシ派がエイラートのイスラエル軍拠点に向けて弾道ミサイルを発射。同日、USSメイソンはイエメンから発射されたドローンを撃墜した。標的の明確な兆候はなかった。
2023年12月10日、紅海で行動していたフランス海軍のフリゲート艦、ラングドックは、フーシ派が占領するフダイダ港から発射された2機のドローンを迎撃した。 2023年12月11日、ノルウェーの石油タンカー、ストリンダ号が一夜にして航空攻撃を受け、船内で火災が発生した。 ラングドック号は再び戦闘に介入し、被害を受けたタンカーを狙うフーシ派の無人攻撃機を迎撃し、その後、同船の保護に入り、さらなる攻撃を防いだ。火災は鎮圧され、負傷者は報告されなかった。同船はその後、アメリカの駆逐艦USSメイソンに護衛され、危険な地点からアデン湾に向かった。米海軍は2023年12月16日、14機のドローンを撃墜したと報じ、エジプト防空軍はダハブ近郊を飛行する物体を迎撃した。
2023年12月18日、インドは海上警備のためミサイル駆逐艦コルカタをアデン湾に配備した。同じくミサイル駆逐艦のコーチはソマリアの海賊対策としてすでに同地域に配備されていたが、インド政府は繁栄の守護者作戦への関与について沈黙を貫いている。
2023年12月21日までに、紅海経由でイスラエルがスエズ運河を経由することなくアジアに容易にアクセスできる唯一の港であるエイラート港は、フーシ派の行動により85％の活動低下が見られた。
2023年12月26日、フーシ派はエイラートとイスラエルの他の地域にドローン攻撃を行ったと発表した。アメリカは12機の無人機と5発のミサイルを撃墜し、イスラエル国防軍によれば、紅海上空、シナイ半島沖でイエメンから発射されたイスラエルを標的にした弾丸も撃墜したという。 12月26日、イスラエル系企業の商船がインド沿岸で攻撃されたことを受け、インドは駆逐艦モーミューガオとヴィシャーカパトナムをアラビア海に派遣した。海軍は、月曜日にムンバイに停泊していたMVケム・プルート号に対する攻撃の性質を調査しており、最初の報告はドローンによる攻撃を指摘している、と海軍の声明は述べている。国防総省は土曜日に、イランから発射されたドローンがインド洋でケム・プルート号を攻撃したと発表した。イラン外務省はアメリカの非難を否定し、「根拠がない」と述べた。同船の乗組員には21人のインド人と1人のベトナム人が含まれていた。

### 2024年1月

空爆の被害を受けた地点の地図

警告からわずか数時間後の1月4日、フーシ派は米海軍と民間船舶に向けて無人水上艦（USV）を発進させたが、同船舶から1海里（1.9km；1.2マイル）以上離れた場所で爆発した。
1月7日、フーシ派は、10人のフーシ派攻撃艇乗組員を殺害した海軍軍人を米国が引き渡し、イエメンで裁判を受けさせなければ、米海軍への報復攻撃を続けると表明した。 パキスタン海軍は1月7日、「最近の海上警備に関する事件」を受け、2隻のトゥグリル級ミサイルフリゲート艦船、トゥグリグとティムールをアラビア海に配備した。
1月10日、フーシ派が空母ドワイト・D・アイゼンハワー、ミサイル駆逐艦グレーヴリー、ミサイル駆逐艦ラブーン、ミサイル駆逐艦メイソン、ダイヤモンドに対して大規模な攻撃を開始し、少なくとも21機のUAVとミサイルが発射された。
1月11日、米海軍特殊部隊Navy SEALsは、ソマリア沖でフーシ派武装勢力につながれていた船を急襲した。船からはイラン製のミサイル部品や防空部品を含むその他の武器が押収された。その後、船は撃沈され、乗組員14人が拘束された。急襲中、Navy SEALsが高波に押され海に飛び込み、チームメイトの1人が彼を追って飛び込んだが、2人とも行方不明となった。 両Navy SEALs隊員は、10日間の捜索にもかかわらず発見できなかったため、米軍によって死亡が確認された。
1月12日、アメリカとイギリスは、イエメンのフーシ派の標的十数か所に対し、他の複数の国の支援を得て空爆を行った（2024年のイエメンへのミサイル攻撃）。フーシ派の指導者が、アメリカによる自軍へのいかなる攻撃も「対応なしでは済まされない」と宣言したわずか数時間後のことだった。 今回の空爆は、紅海危機が始まって以来、イエメンのフーシ派の拠点が初めて標的として狙われた。 150発以上の弾薬とトマホークミサイルが、フーシの支配地域内の28箇所を攻撃した。フーシ派によれば、戦闘員5人が死亡、6人が負傷した。 その1日後、アメリカはサナアにあるフーシ派のレーダーサイトを攻撃した。 1月14日、アメリカ軍とイギリス軍による空爆がフダイダで報告され、無人航空機が付近で目撃されたと報じられた。また、イスラエルが攻撃に関与しているとの報道もあった。アメリカは同日、この攻撃への関与を否定した。
1月14日、フーシ派はホデイダからUSSラブーンに向けて対艦巡航ミサイルを発射した。ミサイルは被害を与える前に戦闘機によって撃墜された。
1月16日、アメリカは紅海で艦船を標的にする準備を進めていたフーシ派の対艦弾道ミサイル4発の貯蓄場所を空爆した。 翌日、アメリカの第4次となる攻撃は、フーシの支配地域全域で14発のミサイルを命中させた。1月22日、対フーシ派攻撃第8弾として、米英はサナア飛行場周辺のフーシ派標的8カ所に対して空爆を行った。
2024年1月21日、フランスのフリゲート艦アルザスはスエズ運河を通過した後、紅海での防衛作戦に参加し、国際海運に対するフーシ派の攻撃に対して、この地域に展開するフランスの資産の防衛を強化した。
1月24日、フーシは紅海で米駆逐艦やその他の軍艦を攻撃したと主張した。この攻撃は、ポセイドン・アーチャー作戦（Operation Poseidon Archer）に対する報復攻撃と思われる。フーシ派はこの攻撃で米駆逐艦にミサイルを直接命中させたと主張している。一方アメリカ軍はこの攻撃を否定した。
1月26日から27日にかけての夜、フランスのフリゲート艦アルザスは、インドとアメリカの駆逐艦INSヴィシャーカパトナムとUSSカーニーとともに、アデン湾で火災を起こした石油タンカー「マーリン・ルアンダ号」の救援に向かった。マーリン・ルアンダ号が被った火災は、イエメンから発射されたミサイルによって引き起こされた。火災は20時間後に収束し、死傷者は出なかった（マーリン・ルアンダ号へのミサイル攻撃）。
1月29日、デンマークのフリゲート艦HDMSイーヴァル・ヒュイトフェルトは、フーシ派の攻撃から商業交通を守るため、米国主導の連合軍を支援するため、コルサーの海軍基地から紅海に向けて出港した。1月31日、欧州連合（EU）トップの外交官ジョセップ・ボレルは、EUが紅海の商船を保護するための海軍による軍事作戦を3週間以内に開始する予定であることを発表し、EU加盟7カ国が軍事装備を提供する用意があることを明らかにした。 ボレルのアドバイザーは、軍事作戦の開始日は2月19日になるはずだと述べた。ボレルはさらに、このミッションは「保護者」を意味する「アスピデス」と呼ばれるだろうと付け加えた。

### 2024年2月
2月2日、フーシ派はエイラートに向けて弾道ミサイルを発射したと主張した。国防総省はまた、アロー防衛システムが紅海上空でミサイルを迎撃したと発表した。 イラクとシリアで空爆を行った翌日の2月3日、アメリカとイギリスは、イエメンのフーシ派支配地域の13カ所で、地下施設、UAVの保管・運用場所、ミサイルシステム、レーダー、ヘリコプターなど36カ所のフーシ派拠点に対して空爆を行い、彼らの能力を低下させようとした。フーシ派の高官モハメッド・アル・ブカイティは、爆撃に対して「戦闘のエスカレーションには更なる戦闘のエスカレーションで対応する」と述べた。
2月8日、ドイツのフリゲート艦ヘッセンが、計画されたEUによる軍事作戦を支援するため、約240人を乗せてヴィルヘルムスハーフェンから紅海に向けて出港した。
2月10日、フーシ派の公式メディアは、米英の共同攻撃で死亡した17人の戦闘員の名前を列挙した。この発表は、サナアで行われた葬儀の後に行われた。
2月15日、米陸軍は、沿岸警備隊が1月28日にイラン発でフーシ派支配下のイエメンに向かう船舶を押収したと発表した。米陸軍によると、この船には最新鋭の武器やその他の「殺傷能力のある援助物資」が積まれていたという。弾道ミサイルや海軍ドローンの部品、爆発物、通信機器、対戦車ミサイルランチャーの部品など200以上の小包が積まれていた。
欧州連合（EU）は2月19日、紅海とその周辺海域に軍艦を派遣し、早期空中警戒システムを提供する海軍作戦「アスピデス作戦」の開始を発表した。この作戦開始は、イタリアのアントニオ・タイヤーニ外務大臣によって確認された。フランス、ドイツ、イタリア、ベルギーはいずれも、この作戦に貢献する意向を表明した。アスピデス作戦の本部はギリシャのラリッサに置かれる。同作戦は先制攻撃を禁じられており、フーシ派が先制攻撃を仕掛けてきた場合にのみ、攻撃を行うこととなっている。 この作戦は海上での活動のみで、軍事攻撃は行わないし、参加もしないことを宣誓している。 同じ日、フーシ派は紅海上空でMQ-9リーパー無人攻撃機を撃墜したと主張した。米国当局はこの事件を確認し、無人機は米空軍のもので、フダイダ沖に墜落したと付け加えた。
2月20日、フランスは自国の軍艦1隻が紅海上空でフーシ派のUAV2機を撃墜したと発表し、米中央軍司令部（CENTCOM）は爆弾を搭載した無人攻撃機10機とUSSラブーンを狙った巡航ミサイルを撃墜したと発表した。 フーシ派は、エイラトと紅海とアラビア海にいる多数のアメリカ海軍艦船を無人攻撃機で攻撃したと主張した。
2月22日の朝、紅海で商業船舶を標的とした2機のUAVが、この海域にいるフランスのFREMMフリゲート艦の1隻に再び迎撃されたと発表された。その日のうちに、フーシ派の人道作戦調整センターは、紅海、アデン湾、アラビア海において、イスラエル、イギリス、アメリカの団体や個人が所有する、あるいは部分的に所有する船舶の正式な航行禁止を発表する声明を海運保険会社や企業に送った。この禁止令には、これらの国の旗を掲げて航行する船舶も含まれている。この声明は、フーシ派が紅海でエイラートとアメリカの駆逐艦を標的に無人機と弾道ミサイルを発射した際に発表された。しかし、フーシ派はパラオ船籍の貨物船アイランダーに2発のミサイルを発射し、火災を引き起こし、船員1人が負傷した。また、フーシ派の指導者アブドルマリク・フーシは声明の中で、紅海とその周辺海域での作戦は継続、エスカレートしており、効果的であると述べ、詳細は明かさずに「潜水艦兵器」の導入を発表した。
2月24日、米英連合軍は4回目の共同での空爆を実施し、8カ所にわたる18のフーシ派の標的地を攻撃した。英国防省によると、英空軍のタイフーン戦闘機4機が、ボイジャー・タンカー2機の支援を受けて空爆に参加した。 フーシ派の公式通信によると、この攻撃で民間人1人が死亡、8人が負傷し、米英軍の空爆で初めて民間人が犠牲になったという。
2月26日、紅海の海底通信ケーブルの損傷が報告された。業界筋、アフリカの報道機関、イスラエルの報道機関による最初の報道では、国際的な報道機関が予測していたフーシ派の攻撃と結びつけられていたが、シーコムは原因を確認することができなかった。シーコムとフラッグテレコムのプレスリリースには、海運危機による修理の困難さが記されていた。フーシ指導者はこのケーブルの損傷について関与を否定した。同日、ギリシャ海軍はアスピデス作戦を支援するため、ギリシャのフリゲート艦イドラを紅海に派遣する決定を承認した。また2月26日には、ドイツのフリゲート艦ヘッセンがアメリカの無人攻撃機リーパーに向けてSM-2ミサイル2発を発射し、フレンドリーファイアが発生した。ミサイルは目標を外れ、海に落下した。
2月27日、フーシ派の指導者であるムハンマド・アリ・アル・フーシは、ガザ地区に人道援助が送られた場合のみ、引き揚げ作戦を許可すると述べた。 同日、ドイツのフリゲート艦ヘッセンは、フーシ派の無人攻撃機2機が艦艇を狙っているところを迎撃し、アスピデス作戦におけるドイツ海軍初の海上交戦となった。 ヘッセンは76mm砲で1機、CIWSシステムで2機目を撃墜した。2月初めにフーシ派の攻撃を受けたルビマール号は、北に漂流しながら沈没を始め、2024年3月2日までに沈没した。

### 2024年3月
3月2日、アスピデス作戦の最中、イタリアの駆逐艦カイオ・ドゥイリオは紅海上空でフーシ派のミサイルを撃墜した。ミサイルは撃墜されるまで、駆逐艦から4マイル（6.4km）以内まで接近していた。
3月4日、フーシ派のミスフェル・アン＝ヌマイル電気通信相は、イエメン領海に入る船舶にはフーシ派が支配する海事当局の許可が必要だと述べた。
フィンランドは3月8日、欧州主導の「アスピデス作戦」に最大5人の将校を、米国主導の「繁栄の守護者作戦」に最大2人の兵士を派遣すると発表した。 オランダ海軍も同日、デ・ゼーヴェン・プロヴィンシェン級フリゲートHNLMSトロンプを紅海に派遣することを確認した。このフリゲート艦は、繁栄の守護者作戦参加艦船の一部となるが、後々アスピデス作戦も支援することとなる。このフリゲート艦には200人の水兵が配備されている。同艦にはNH90海上攻撃ヘリコプターが搭載され、飛来するミサイルやドローンを迎撃する装備も備えている。オランダはまた、翌月に紅海に共同兵站支援船を派遣する意向を表明した。
3月9日、新たに開始されたEUの「アスピデス計画」ミッションの下でアデン湾をパトロールしているフランスのFREMMアルザスと、ジブチに駐留しているフランスのミラージュ2000-5は、その日、商業輸送を脅かす4機のフーシのUAVを迎撃した。
3月11日、米国と英国はイエメン西部のフーシ支配下の港湾都市と町に対して17回の空爆を行った。空爆の対象となったのは、フダイダとラアス・イーサ港である。国際的に承認されたイエメン政府の報道官は、この空爆で11人が死亡、14人が負傷したと述べた。
3月12日、イタリア国防省は、ドゥイリオが自衛のためにフーシ派の無人機2機を撃墜したと報告した。
3月14日、ロシアの国営通信社RIA Novostiは、フーシ派が極超音速ミサイルを保有していると主張していると報じた。
3月18日、イエメンのフーシ派は巡航ミサイルを発射し、イスラエルを攻撃した。イスラエルは、被害や負傷者はなかったとしている。
3月20日、フランスのFREMMアルザスのパンテル・ヘリコプターが、紅海南部上空で商業船に向かって飛行していたフーシ派のUAVを撃墜した。同海域をパトロールしていたヘリコプターのドアガンナーが、7.62ミリ機関銃でUAVと交戦し、破壊した。同じ日、USSメイソンに所属する米海軍水兵が紅海での支援活動中に行方不明になった。米国防総省は3月23日、非戦闘中の事故による死亡と発表した。
3月21日朝、ドイツのフリゲート艦ヘッセンの搭載ヘリコプターが、紅海で海上ドローン（USV）を破壊した。その後、同海域で商船を近接防護していたフランスのFREMMアルザスは、アスター30ミサイルで通過を脅かすフーシ派の弾道ミサイル3発と交戦し、破壊した。同日、ブルームバーグは、フーシ派がロシアと中国と取引に達し、政治的支援と引き換えに、彼らの管轄下にある船舶に安全な航路を提供することに合意したと報じた。 IDFはまた同日、紅海上空でイスラエル領に接近する「不審な空中飛行物体」を迎撃したと発表した。
3月27日、米海軍は紅海で軍艦を狙うフーシ派のUAV4機を撃墜したと発表した。翌日、ズヴェズダによると、ロシアの巡洋艦ヴァリャーグやフリゲート艦マーシャル・シャポシニコフを含むロシア太平洋艦隊の軍艦数隻がバブ・エル・マンデブ海峡を経由して紅海に航行した。これは、前記のようにフーシ派がロシアや中国と政治的な取引を行い、国連安全保障理事会での決議を阻止することと引き換えに、安全な通過を許可したためと言われている。

### 2024年4月
4月3日、デンマークのフレミング・レントファー国防総長は、3月のフーシ派による攻撃後、フーシ派との交戦中にフリゲート艦の防空に失敗したことで明らかになった、イーヴァル・ヒュイトフェルト級フリゲートの防空と兵器システムに関する欠陥を報告しなかったため、解任された。フリゲート艦の弾薬システムにも問題があり、発射した弾丸の半分が目標に命中する前に爆発してしまった。
4月、イエメン担当の米国ティム・レンダーキング特使は、イエメンのフーシ派による攻撃について、外交的解決を達成したいと述べ、フーシ派が攻撃をやめれば、米国はテロ支援国家からイエメンの指定を外すことを検討すると述べた。
4月9日、イスラエル国防軍はINSマーゲンの海上ミサイルを使用し、初めてUAVを撃墜した。紅海から飛来したUAVはイスラエル領空を侵犯し、アカバ湾に侵入したため、エイラートではサイレンが鳴り響いた。
4月10日、米軍はフーシ派に属する11機の無人航空機を破壊したと発表した。無人機のうち8機はフーシの支配地域で破壊され、3機はアデン湾上空と紅海上空で撃墜された。
4月13日、イランと連携したフーシ派は、イランによる対イスラエル攻撃の中（2024年4月のイランによるイスラエル攻撃）、イスラエルに向けて複数の無人攻撃機を発射した、と海上警備会社アンブリーは伝えている。同組織によれば、無人機の標的はイスラエルの港である可能性があり、海運への巻き添え被害が予想されるという。 翌日、IDFのCドームシステムは、紅海方面から飛来したエイラート地域の空中目標を迎撃した。
4月18日、フーシ派を支援していると疑われているイランのスパイ船ベフシャド号が海上を離れ、バンダレ・アッバース港に向かって航行を開始した。
4月25日、ギリシャのフリゲート艦が紅海でフーシ派の無人機2機を迎撃した。
4月26日、フーシ派はイエメン沖でアメリカの無人攻撃機MQ-9リーパーを撃墜したと発表した。米国は同海域でのMQ-9リーパーの墜落を確認し、調査を開始した。

### 2024年5月
5月初旬、フーシ派が運営する『サバ通信』は、アメリカとイスラエルのスパイ容疑で少なくとも18人が逮捕されたと報じた。サバ通信によると、スパイのネットワークとされるものは11月に結成されたという。サバ通信はこの主張を裏付ける証拠は示していないが、男たちはスパイ行為を自供していると伝えた。
5月7日、USSドワイト・D・アイゼンハワーは、燃料や物資の補給のため4月下旬にクレタ島のソウダ湾に短期寄港した後、紅海に戻った。
5月10日、米連合軍の戦闘機がアデン湾上空でフーシ派の無人攻撃機を迎撃した。翌日には、紅海上空でも3機の無人攻撃機が迎撃された。いずれも死傷者や船舶への被害は報告されていない。
5月15日、フーシ派はマリブの近くでMQ-9リーパー無人航空機を撃墜したと主張し、後に撃墜とされる映像を公開した。米軍はコメントを控えた。5月21日にも、フーシ派は別のMQ-9リーパー無人機を撃墜したと主張し、機体はバイダー県に墜落したと述べた。
5月29日、フーシ派はマリブ州上空でMQ-9リーパー無人航空機を地対空ミサイルで撃墜したと主張した。AP通信が入手した映像には損傷した無人航空機が映っていたが、ほとんど無傷で、爆風による損傷の形跡もなかった。そのため地元当局は墜落を認めていない。AP通信によると、米空軍関係者は無人航空機の撃墜を否定し、一方、CIAはコメントを拒否した。
5月30日、米国と英国はイエメン全土のフーシ派の拠点の内、13カ所を空爆し16人が死亡、少なくとも35人が負傷した。フーシ派は翌日、これに対して攻勢を強めると脅し、無人航空機と弾道ミサイルでUSSドワイト・D・アイゼンハワーを狙ったと主張した。尚、アメリカの国防当局者はAP通信に対し、同艦は問題ないと述べた。一方、米中央軍は、フーシ派がアデン湾上空で対艦弾道ミサイル2発と無人機1機を発射したが、無人機は迎撃され、ミサイルによる被害はなかったと報告した。さらに、フーシ派は紅海上空で4機の無人航空機を出撃させたが、3機は迎撃され、1機は海中に墜落したと述べた。

### 2024年6月
フーシ派は6月1日、USSドワイト・D・アイゼンハワー、USSグレーヴリー、そして3隻の商業船を標的としてミサイルと無人航空機を発射した。米中央軍はこの攻撃を確認し、死傷者や被害は報告されていないが、1機は紅海南部で迎撃され、他の2機は海に墜落したと発言した。また、USSグレイブリーを標的とした2発の対艦弾道ミサイルを撃墜したと付け加えた。
6月3日、IDFのアロー防衛システムは、紅海方面からエイラートを狙った地対空ミサイルを迎撃した。フーシ派はその後、パレスチナと名付けられた弾道ミサイルでIDFの施設を狙ったと主張した。6月6日、フーシ派とイラクのイスラム抵抗勢力と共同でハイファに2つの軍事作戦を実施したと発表した。しかし、イスラエルはこの主張を否定した。フーシ派はその後、イラクのイスラム抵抗勢力との共同作戦を強化すると表明した。
6月6日、少なくとも11人のイエメン人国連職員がフーシ派に逮捕された。その4日後、逮捕された国連職員らは国際機関や国連機関を装った「アメリカ・イスラエルのスパイ」であると主張し、10人のイエメン人の自白と称する音声を公表し、そのうちの数人は在イエメンアメリカ大使館によって派遣されたと主張した。しかし、テープに録音された自白と称する音声の中には、4日前に逮捕された国連職員の声はなかった。
フーシ派が運営するテレビ局『アル＝マシラ』は6月7日、アメリカとイギリスがフダイダ国際空港とサリフ港に4回の空爆を行ったほか、サナア北部のアル・タウラ地域にも2回の空爆を行ったと報じた。死傷者は報告されていないが、米英両国は攻撃したことについて認めていない。これとは別に、米軍はバブ・エル・マンデブ海峡でフーシ支配地域から発射された無人航空機と紅海を走航していたフーシ派の哨戒艇を破壊したと発表した。
フーシ派は6月9日、紅海で英国の駆逐艦HMSダイヤモンドを弾道ミサイルで攻撃したと主張した。しかし、英国防省はこの主張は事実ではないと否定した。
CNNは6月11日、3人のアメリカ政府高官の話としてアメリカの情報機関は、フーシ派がソマリアの過激派組織アル・シャバブと何か取引をしていると考えており、政府高官は武器の引き渡しが行われたかどうか、あるいはイランが関与しているかどうかを調査しているとの報道を掲載した。同日、米中央軍司令部は、米軍がフーシ派が使用するミサイル発射台2基を破壊したと発表した。
6月12日、フーシ派はイラクのイスラム抵抗勢力と共同でアシュドッドとハイファにあるIDFの施設を攻撃したと主張した。6月13日、米中央軍司令部は、12日に紅海でフーシ派の哨戒艇2隻、無人水上艦1隻、無人航空機を破壊したと発表した。 一方フーシ派は、米英がライマ県アル・ジャビンに所在する施設に2回の空爆を行い、2人が死亡、9人が負傷したと述べた。フーシ派はまた、米英軍が過去1週間にサナア、フダイダ、ライマなどで22回の空爆を行ったと主張した。
6月15日、米中央軍司令部は、フーシ派が航海を回航する商船の位置を特定し標的にするために設置した、レーダーシステム7基を破壊したと発表した。また、紅海でフーシのUAVとUSV2機を同時に破壊したと主張した。フーシ派は翌日、アメリカの駆逐艦に攻撃したと主張した。
6月17日、『アル＝マシラ』紙は、米国と英国がフダイダ国際空港に少なくとも6回、カマラン島に4回の空爆を行ったと報じた。 同日、AP通信の記者たちはUSSドワイト・D・アイゼンハワーの艦内を見学。損傷の形跡はなかった。6月19日付の『アル＝マシラ』紙は、米国と英国が、フダイダ県アド・ドゥライヒミ地区のアル・タイフ地域にある拠点に対して3回の空爆を行い、ライマ県アル・ジャビン地区の施設に対して4回の空爆を行ったと主張した。
フーシ派は6月22日、紅海でUSSドワイト・D・アイゼンハワーに攻撃したと再び主張したが、ロイターは2人の米政府高官が否定していると報道した。その間、USSドワイト・D・アイゼンハワーは遠征を終了し、USSセオドア・ルーズベルトと交代して帰還を命じられた。米中央軍はまた、21日に紅海で3隻のフーシ派の無人水上艇を撃破したと発表した。フーシ派は、アデン湾上空で3発の対艦弾道ミサイルを発射したが、いずれも死傷者や大きな被害はなかった。
6月23日、フーシ派はイラクのイスラム抵抗勢力と共同でハイファ港の船舶4隻を攻撃したと主張した。しかし、米国防総省や独立情報筋らは被害を確認していない。イスラエル国防総省は6月26日、フーシ派の無人機がエイラート近郊の海に墜落したと発表した。 米中央軍司令部は6月28日、同軍がこの1日で、フーシ派支配地域で7機の無人航空機とUAVの地上管制ステーションを破壊したと発表した。

### 2024年7月
フーシ派は7月2日、イラクのイスラム抵抗勢力と共同作戦を実施し、ハイファにある「重要な拠点」を多くのミサイルで攻撃したと発表した。アスピデス作戦指揮室は、7月7日にアデン湾でギリシャのフリゲート艦プサラによって2機のUAVが破壊されたと述べた。
イスラエル国防省は7月8日、紅海からイスラエルに向けて発射されたと思われるUAVを撃墜したと発表した。フーシ派はその後、イラクのイスラム抵抗組織と共同で、多数のUAVを使ってエイラートを攻撃したと主張した。
2024年7月7日、エイラート港の最高経営責任者（CEO）は、過去8カ月間、紅海危機の影響でエイラート港における船舶の活動はほとんどなくなり、イスラエル政府に財政支援を要請していると述べた。その数日後、CEOは港が破産状態にあると述べた。
『アル＝マシラ』紙は、アメリカとイギリスは7月11日に5回の空爆を行い、フダイダの北西に位置するラス・イサ地域のフーシ派基地を攻撃したと報じた。一方、米中央軍は、紅海でフーシのUSV5機とUAV2機を破壊し、イエメン内のフーシ派支配地域でもUAV1機を破壊したと発表した。7月12日には、フーシの支配地域で3機のUAVを破壊したと発表した。同日、『アル＝マシラ』紙は、米英軍がフダイダ国際空港に3度空爆を行ったと報じた。
『アル＝マシラ』紙は7月14日、米英軍がハッジャ県のミディ地区で空爆を行い、フダイダ国際空港を2度空爆、フダイダ県のアル・ブハイシ地区も空爆したと報じた。一方、アスピデス作戦指揮室は、フリゲート艦プサラがアデン湾でフーシ派の物と思われるUAVを撃墜したと発表した。米中央軍は、米軍が紅海でフーシ派のUAV2機とUSV1機を破壊し、イエメン内のフーシ派支配地域でもUAVを幾つか破壊したと発表した。フーシ派はこの日、前日のイスラエルによるアル＝マワシに対する空爆への報復として、エイラートにあるイスラエル軍の拠点をUAVで攻撃したと発表した。
7月15日、アラブ首長国連邦（UAE）に拠点を置く報道機関『アル・アイン』は、フーシ派がフダイダ県へ外国人傭兵とミサイル装備を輸送していたが、輸送していた大型船との連絡が途切れたと報道。また、偵察用無人航空機と巡視船による捜索を行っているとも報じた。
7月19日、テルアビブでフーシ派のUAVによる攻撃があり、米領事館付近で1人が死亡、少なくとも10人が負傷した。弾道ミサイルと3機のUAVも同じくテルアビブに向かって発射されたが、米軍によって迎撃された。フーシ派は後に攻撃を行ったことを認め、レーダーや迎撃システムを回避できる「ヤッファ」と呼ばれるUAVを使用したと述べた。また、今後もテルアビブに対して攻撃を行っていくとも発言した。IDFの調査では、「ヤッファ」は当初レーダーシステムで検知されていたが、人為的ミスやレーダー監視の多層化により、追跡することができなかったとされた。
7月20日、IDFはフダイダ県内のインフラ施設に対して数度空爆を行った（イスラエルのイエメン攻撃 (2024年7月)）。また『アル＝マシラ』紙は、イスラエル機がフダイダ港の石油精製施設と発電所を攻撃し、少なくとも3人が死亡、87人が負傷したと報じた。同日IDFは、7月20日までにフーシ派は220発以上の弾丸をイスラエルに向けて発射したと報告した。
7月21日、IDFは、イエメンから発射された地対地ミサイルを迎撃したと発表した。一方、エイラートでは空襲警報が鳴り響いたが、IDFは、エイラートに向けての発射ではないとし、加えて着弾もしていないと報告した。しかし一方フーシ派は、エイラートに向けてUAVを発射したと声明を出した。ほか、『アル＝マシラ』紙は、米英軍がハッジャ県のブハイス地区で2回、フダイダ県のラス・イサ地区で4回の空爆を行ったと報じた。
アブドルマリク・フーシは7月21日、IDFによるイエメンに対する空爆はフーシ派によるイスラエル攻撃のエスカレートにつながるとし、パレスチナへの支援を継続しながら、より攻撃を強めていくと発言した。フーシ派は、19日のテルアビブへの攻撃はフーシ派の攻撃の第5段階の始まりであると説明した（19日から攻撃をより強めたという意味）。
7月26日、『アル＝マシラ』紙は米英軍がカマラン島で4度空爆を行ったと報じた。翌日には、両国がフダイダ国際空港に対して4回の空爆を行ったと報じた。
2024年8月、CNNは「ロシアは2024年7月下旬、ロシアがウクライナに侵攻した際にアメリカがウクライナを支援したことへの報復として、フーシ派に武器を輸送する予定であったが、アメリカからロシアに圧力をかけるよう要請されていたサウジアラビアから警告を受け、武器輸送を控えた」と報じた。

### 2024年8月
8月3日、米中央軍はフーシ派によって発射されたミサイルとその発射装置を破壊したと発表した。その後米中央軍は再度戦果を発表し、サアダ県でMQ-9リーパー無人航空機を撃墜したと発表し、その残骸を映したとするビデオを公開した。米国防総省は、これについて調査中であると述べた。
8月5日、米中央軍は、米軍がアデン湾上空でフーシ派のUAV3機、イエメン内フーシ派支配地域でUAV1機、紅海上空でUAV1機・USV1機、対艦弾道ミサイル1発を破壊したと発表した。翌日、米軍は紅海上空でフーシ派のUAV1機と対艦弾道ミサイル2発を破壊したと発表した。
8月7日、フーシ派は米ミサイル駆逐艦USSコールと同じく米ミサイル駆逐艦のUSSラブーンに攻撃したと発表したが、米政府高官はこれを否定した。一方、米中央軍司令部は、米軍がこの1日で、フーシ派支配地域でフーシ派のUAV2機、UAV地上管制ステーション、対艦巡航ミサイル3発を破壊したと発表した。また、フーシ派は西側諸国の不安を煽るために虚偽の情報を流布していると、米中央軍はコメントした。
8月8日、米中央軍司令部は、米軍がフーシ派支配地域にある2発の対艦巡航ミサイルとUAV地上管制ステーション、紅海上空でフーシ派のUSVを破壊したと発表した。8月12日、『アル＝マシラ』紙は、米軍を主体とする有志国の連合軍がUAVを用いて、カマラン島で空爆を行ったと報じた。
8月14日、米中央軍は、米軍が昨日にフーシ派の船舶2隻を破壊したと発表した。8月15日、『アル＝マシラ』紙は、米英軍がアス・サリフ地区を空爆したと報じた。一方、米中央軍司令部は、米軍がフーシ派支配地域にあるUAV地上管制ステーションを破壊したと発表した。
8月16日、米中央軍司令部は、米軍が15日に紅海でフーシ派のUSVを破壊したと発表した。8月18日、米軍は17日にフーシ派支配地域でフーシ派のUAVを破壊したと発表した。8月21日、『アル＝マシラ』紙は、米英軍がアス・サリフ地区で3度空爆を行ったと報じた。
8月21日、米中央軍は、米軍がフーシ派支配地域でフーシ派のレーダーシステムと地対空ミサイルを破壊したと発表した。翌日には、米軍が紅海上空でフーシのUAV2機を破壊し、フーシ派支配地域でもUAVを1機破壊したと発表した。一方、アスピデス作戦に参加していたフランスの駆逐艦は、運航中の石油タンカー「スニオン」を狙っていたフーシ派のUSVを撃破した。
8月23日、米中央軍は、米軍がフーシ派支配地域でフーシ派のミサイルシステムを破壊したと発表した。8月29日、米軍はフーシ派支配地域で、28日にフーシ派のミサイルシステムとUAV1機を破壊したと発表した。翌日には、米軍がフーシ派支配地域で2機のUAVを破壊したと発表した。 8月31日、米軍はフーシ派支配地域でフーシ派のUAVとUSVを破壊したと発表した。

### 2024年9月
9月2日、米中央軍司令部は、米軍が9月1日にフーシ派支配地域でフーシ派のミサイルシステム2基を破壊したと発表した。翌日、米軍は別のフーシ派のミサイルシステムを1基破壊したと発表した。9月7日、米軍は6日にフーシ派支配地域でフーシ派のUAVと支援車両を破壊したと発表した。
9月8日、フーシ派はマアリブ県上空で米国のMQ-9リーパー無人航空機を破壊したと主張した。一方、『アル＝マシラ』紙は、米軍を主体とする有志国連合軍がイッブ近郊で複数の空爆を行ったと報じた。また米中央軍司令部は同日、米軍がフーシ派支配地域で3機のUAVと2基のミサイルシステムを破壊したと発表した。翌日、『アル＝マシラ』紙は、米英軍を主体とする有志国連合軍が空爆を行い、フダイダ県のアル・ジャバナ地区を攻撃したと報じた。
9月10日、米中央軍司令部は、米軍がフーシ派支配地域でフーシ派のミサイルシステム2基と支援車両1台、紅海上空でフーシ派のUAVを破壊したと発表した。一方フーシ派は、サアダ県上空で米軍のMQ-9リーパー無人航空機を撃墜したと主張した。『アル＝マシラ』紙は、米英軍を主体とする有志国連合軍がタイズ県アル＝ジャナド地区で空爆を行い、女子校近くの軍事基地と思われる場所を攻撃し、生徒2人が死亡、少なくとも10人が負傷したと報じた。
9月11日、米中央軍司令部は、米軍がフーシ派支配地域でフーシ派のUAV5機とミサイルシステム2基を破壊したと発表した。一方、『アル＝マシラ』紙は、有志国連合軍がタイズ県のアルカンプ地区で2度空爆を行ったと報じた。
9月12日、米中央軍司令部は、11日に米軍がフーシ派支配地域にあるミサイルシステムを破壊したと報告した。9月14日には、フーシ派支配地域にあったフーシ派のUAV3機と支援車両が、米軍によって破壊されたと発表した。
9月15日、IDFによるとフーシ派は弾道ミサイルを発射したが、アロー防衛システムによって一部が迎撃され、その破片が空き地に落下し、ロード近郊の空き地で火災が発生、モディイン・マカビム・レウトの鉄道駅でも火災が発生するなど、被害をもたらした。 また防空壕に逃げ込んだ住民9人が破片によって軽傷を負った。テルアビブでは90秒間空襲警報が鳴り続け、2365000人以上のイスラエル人が避難した。フーシ派は、テルアビブにあるイスラエルの軍事拠点を新型の極超音速弾道ミサイルで攻撃し、イスラエル国防軍は迎撃に失敗したと主張した。米中央軍司令部はその後、米軍がフーシ派支配領域でミサイルシステムを破壊したと発表した。
9月16日、フーシ派はザマール県上空で米国のMQ-9リーパー無人航空機を破壊したと主張した。同日、フーシ派政治局高官であるモハメッド・アル・ブカイティは、アメリカが「フーシ派が攻撃をやめる代わりに、アメリカはフーシ派政府を承認する」という提案があったとロイター通信に対してコメントした。しかし、2人の米政府高官はこのロイター通信の取材に対し、「この発言は根拠がない」と否定した。
9月18日、米中央軍司令部は、フーシ派によって9月10日と16日に米軍のMQ-9リーパー無人航空機を破壊されたことを認めた。9月21日、米中央軍司令部は、米軍が20日に紅海上空でフーシ派のUAVを破壊したと発表した。9月25日、米軍は、紅海上空で別のフーシ派のUAVを破壊したと発表した。
国連から承認されているイエメン政府の副大統領であり、南部暫定評議会の指導者であるアイドルース・アッ＝ズバイディーは9月24日、『ガーディアン』紙とのインタビューで、米英主体の連合軍によるフーシ派への空爆はフーシ派に深刻な影響を及ぼしていないと述べた。また、イランとロシアがフーシ派に武器を供給していると非難した。
9月25日、イラクから発射された2機のUAVがイスラエルに攻撃し、1機はエイラート港で攻撃に成功、2人が負傷した。もう1機は紅海上空でサール5型コルベットに迎撃された。その後イラクのイスラム抵抗勢力がこの攻撃の責任を取るとコメントした。
9月27日、アロー防衛システムはイスラエル中央部を狙ったフーシ派のミサイルを迎撃した。この際避難していた10代の若者が路肩に停車していた車が急発進したことではねられて軽傷を負い、他の17人は避難所に向かう途中に転倒して軽傷を負った。フーシ派は9月27日、イスラエルのレバノン侵攻とガザ侵攻に対抗して、テルアビブを弾道ミサイルで、アシュケロンをUAVで攻撃したと主張したが、イスラエル国防総省は、イスラエルにUAVが侵入した事実はないと述べた。また、フーシ派は紅海で米海軍の駆逐艦3隻を23発のミサイルとUAVで攻撃したと述べた。米政府関係者は、米海軍の軍艦がバブ・エル・マンデブ海峡を航行中にフーシ派が発射した複数のミサイルとUAVを迎撃したことを確認し、いずれの艦船にも被害はなかったと付け加えた。
9月28日、アロー防衛システムはフーシ派支配地域から発射された弾道ミサイルを迎撃し、破片はズール・ハダッサ付近に落ち、小規模ではあるが被害が出た。フーシ派は、イスラエルのベンヤミン・ネタニヤフ首相が搭乗している航空機が、ニューヨークから帰国して着陸したベン・グリオン国際空港を狙い攻撃を行ったと発表した。尚アローにより撃墜。
9月29日、イスラエル空軍はフダイダとラス・イッサの発電所や港湾施設を含むフーシ派支配地域の施設に攻撃を行い、フーシ政権側の保健省によると少なくとも6人が死亡、57人が負傷した。フーシ政権側の情報省は、空爆前に燃料の貯蔵庫を移動させたと主張した。
9月30日、フーシ派はサアダ県で米軍のMQ-9リーパー無人航空機を撃墜したと主張した。米軍は後に撃墜されたことを認めた。

### 2024年10月
10月1日、フーシ派は4機のSamed-4 無人航空機でテルアビブとエイラートに攻撃を行ったと主張した。一方、イスラエル国防総省は、イスラエル中部の海岸付近の地中海上空でUAVを迎撃したと発表した。
10月2日、フーシ派は3発のQuds-5 巡航ミサイルでイスラエル奥地の軍事拠点を攻撃したと主張した。翌日、イスラエル国防総省は、イスラエル中部の海岸付近で2機のUAVを迎撃し、1機はバト・ヤム付近の空き地に追突したと発表した。フーシ派はこの攻撃を行ったことを認め、複数の「ヤッファ（前述）」でテルアビブの重要な軍事拠点を攻撃することに成功したと述べた。
10月4日、米軍はイエメンの多くの都市に対して空爆を行った。米中央軍司令部の公式発表では空爆の実施回数は15回とされている。『アル＝マシラ』紙によると、全15回の空爆の内4回がサナアに、7回がフダイダで行われた。フーシ派側の報道によると、ザマール県とバイダー県も攻撃された。米政府関係者はAP通信に対し、今回の空爆はフーシ派の軍事基地や兵器システム、その他関連施設を狙ったものだと語った。一方、『アル・マシラ』紙は、英国が空爆に関与したと報道したが、英国国防省はこの報道を否定している。翌日、イラクのイスラム抵抗勢力は、イスラエル北部をUAVで攻撃し、ハイファとイスラエル南部に「Arqab」と言われる巡航ミサイルを発射したと主張した。
10月7日、フーシ派はヤッファに向けて2発のミサイルを発射したと主張。1発目はPalestine2 ミサイルで攻撃に成功、2発目はDhu al-Fiqar ミサイルとされている。IDFは、イスラエル空軍がイエメンから発射されたミサイル1発を迎撃したと発表した。その後フーシ派は、複数のUAVを発射。ヤッファとエイラートが攻撃されたと主張しているが、真偽は不明である。
10月8日、イラクのイスラム抵抗勢力は、Arqab 巡航ミサイルとUAVで、イスラエル北部と中部にある5カ所の軍事拠点を攻撃したと主張した。翌日、イスラエル国防総省は、紅海上空からイスラエルに向かって飛行していたUAVを撃墜したと発表した。一方、イラクのイスラム抵抗勢力は、イスラエル北部と南部、ゴラン高原をUAVで攻撃したと主張した。
IDFは10月12日、紅海上空で複数のUAVを迎撃したと発表した。イラクのイスラム抵抗勢力は報復として、エイラートに向けて2機のUAVを発射した。 翌日、イラクのイスラム抵抗勢力はゴラン高原のイスラエル軍施設をUAVで攻撃したと主張した。10月14日、同じくイラクのイスラム抵抗勢力は、2機UAVを発射しでヨルダン渓谷にある2つの軍事拠点に攻撃を行ったと発表。IDFはその後、シリアからイスラエルに向けて発射された2機のUAVを迎撃したと述べた。 一方、『アル＝マシラ』紙は、米英を主体とする連合軍がフダイダ県で2度の空爆を実施したと報じた。
10月16日、ロイド・オースティン米国防長官は、Northrop Grumman B-2 Spirit 爆撃機は、フーシ派が商船や艦船を攻撃するために使用する武器を保管していた5つの武器保管施設に爆撃を行ったと発表した。米中央軍は、攻撃によって民間人が被害を受けたという情報はないとコメントした。一方、『アル＝マシラ』紙は、サナアとサアダ周辺で空爆が行われたと報道した。
イラクのイスラム抵抗勢力は、10月17日にエイラート市と同市近郊に対してUAVで攻撃を実施したと発表した。 10月19日、米中央軍は、フーシ派の地対空ミサイル発射システムとレーダーを破壊、加えてフーシ派など親イラン武装勢力が先週発射した自爆用UAVと対地攻撃巡航ミサイル（LACM）計20機も撃墜したと発表した。一方、『アル＝マシラ』紙は、米英主体の連合軍がラス・イッサに空爆を実施したと報じた。イラクのイスラム抵抗勢力は、ゴラン高原やイスラエル領（エイラートを含む）を、UAV4機を使い攻撃したと発表し、IDFによると1機はエイラート近郊で迎撃され、もう1機はゴラン高原で墜落したと報告された。
10月20日、イラクのイスラム抵抗勢力が発射したUAVがイスラエル空軍によってゴラン高原北部上空で迎撃され、別のUAVもゴラン高原南部上空で迎撃された。他、イスラエル東部国境付近でもイラクのイスラム抵抗勢力のUAVが撃墜された。10月22日、フーシ派は、アメリカとイスラエルの防衛システムを突破し、テルアビブ内の軍事基地を巡航ミサイルと弾道ミサイルで攻撃したと主張した。しかしIDFは、イエメンからイスラエルに向けてミサイルが発射された事実はないと主張している。
10月23日、IDFは、エイラートに発射されたUAV2機と、ゴラン高原に発射されたUAVをシリア上空で迎撃した。イラクのイスラム抵抗勢力による攻撃である。一方フーシ派は、米英主体の連合軍がフダイダ国際空港に空爆を2度行ったと発表した。10月24日、イラクのイスラム抵抗勢力は、イスラエル北部でUAVを使った攻撃を2度行い、ヨルダン渓谷の軍事拠点に対する攻撃も行ったと主張した。一方IDFは、イラクから発射されたUAVがエイラート近郊の紅海に墜落したと発表した。
イラクのイスラム抵抗勢力は10月25日、イスラエル南部に向けてロケットを発射し、さらにエイラート、ゴラン高原、その他のイスラエル領に向けてUAVを発射したと主張した。一方、IDFは、シリアからゴラン高原上空に発射されたUAVを迎撃したと発表した。10月26日、イラクのイスラム抵抗勢力はアッコの軍事施設を攻撃したと主張した。10月27日、イラクのイスラム抵抗勢力はゴラン高原の2地点とエイラートの1地点をUAVで攻撃したと主張した。イスラエル国防総省は、イスラエル東部に向けて発射されたUAVがイスラエル領空に侵入する前に撃墜したと発表した。
10月28日、イラクのイスラム抵抗勢力は、キリヤット・シュモナ近郊の軍事施設をUAVで攻撃したと主張した。しかし、IDF側はそのような攻撃があったことは報告されていないとしている。フーシ派は10月29日、アシュケロンの工業地帯をUAVで攻撃したと主張した。イスラエル国防総省は、UAVがイスラエル領空に侵入したものの撃墜に成功し、アシュケロン近郊の空き地に落下したことを確認したと発表した。また、翌日にもフーシ派はイスラエル北部をUAVで攻撃したと主張している。
10月31日、『アル＝マシラ』紙は、米英を主体とする連合軍がフダイダ国際空港とフダイダ県アル・ハワク地区に攻撃を行ったと報じた。一方、イラクのイスラム抵抗勢力は、イスラエル北部、ゴラン高原、イスラエル南部に、UAVを用いて攻撃を行ったと発表した。その後IDFは紅海上空で2機のUAVを迎撃したとコメントしている。

### 2024年11月
イラクのイスラム抵抗勢力は11月1日、イスラエル南部の3地点（ゴラン高原で2カ所、イスラエル中部で1カ所）をUAVで攻撃した。イスラエル国防総省は11月2日、イスラエル東部に向けて発射された3機のUAVを紅海上空で撃墜したと発表した。イラクのイスラム抵抗勢力は、エイラートの4地点とイスラエル北部の1地点を攻撃したと主張した。
11月4日、IDFはイラクから発射された数機のUAVを迎撃したと発表した。イラクのイスラム抵抗勢力は自分たちの攻撃であると認めた。11月5日、イスラエル国防総省はアラバの谷上空とイスラエル国境付近でUAVを迎撃したことを発表、これもイラクのイスラム抵抗勢力が自分たちの攻撃であると認めた。その後、イラクのイスラム抵抗勢力はイスラエル南部とハイファに対して攻撃を実施した。IDFは11月6日、イスラエル領空外でイラクから発射されたUAVを迎撃し、マサダ近郊でもUAVが撃墜された。
11月8日、フーシ派はジャウフ県上空でアメリカ軍のMQ-9リーパー無人航空機を撃墜したと主張した。米軍は、撃墜されたUAVの残骸とされる動画がネット上に出回っていることを認め、調査中であると表明した。 さらにフーシ派は、イスラエルのネバティム空軍基地を弾道ミサイルで攻撃したと発表、イスラエル国防総省はミサイルの迎撃に成功したと発表した。『アル＝マシラ』紙は、米英主体の連合軍がフダイダ県で2度空爆を行ったと述べた。翌日IDFは、イスラエルに侵入する前にUAVを迎撃したと発表した。
11月10日、『アル＝マシラ』紙は、米英主体の連合軍がサナアとその近郊、アムラーン県など多くの場所で空爆を実施したと報じた。米当局は空爆を実施したことを認め、米軍はフーシ派の兵器貯蔵施設を複数回攻撃したとしており、施設内には軍用船や民間船を攻撃する為の兵器があったとコメントしていた。イスラエル国防総省は、イスラエル領空に侵入しようとしていたUAV2機に迎撃したと発表した。イラクのイスラム抵抗勢力は、イスラエル北部・南部の重要な拠点を攻撃目標としていたと発表した。米中央軍は11月13日に、9日・10日に、F-35Cを含む米空軍・海軍で、フーシ派の武器貯蔵施設に対して空爆を行ったと認めた。
11月11日、フーシ派はヤッファ近郊のナハル・ソレク軍事基地を攻撃したと主張したが、イスラエル国防総省は、ベト・シェメシュで発射体を迎撃することに成功したと報告した。しかしその後、破片によって火災が発生している。『アル＝マシラ』紙は、米英主体の連合軍がアムラーン県とサアダ県で空爆を行ったと報じた。一方、イラクのイスラム抵抗勢力は、イスラエル北部・南部をUAVで攻撃したと主張した。フーシ派はその後、USSストックデールとUSSスプルーアンスの2隻がバブ・エル・マンデブ海峡を通過している途中に、UAVを8機以上、弾道ミサイルを5発、対艦巡航ミサイル3発で艦船に攻撃を行った。フーシ派は、USSエイブラハム・リンカーンにも攻撃を行ったとしているが、米政府関係者はこれを否定している。
11月12日、『アル＝マシラ』紙は、米英主体の連合軍が、アス・サウマフ地区の民間車に攻撃を行い、アト・トゥハイタ地区のアル＝ファザ地域に3度空爆を行ったと報じた。一方IDFは、ゴラン高原南部上空でイラクから発射されたUAVを迎撃したと発表し、ミツペ・ラモン近郊でもUAVが確認されたが、被害や死傷者は出なかった。
11月13日、IDFは、イラクから発射されたUAV2機をイスラエル領空に侵入する前に撃墜したと発表した。
11月16日、IDFは、エイラート沖でミサイルと2つの飛行物体をイスラエル領空に侵入する前に迎撃し、UAVはエイラート沿岸付近の海域に墜落したと発表した。イラクのイスラム抵抗勢力は、イスラエル北部や、エイラートとその周辺の4つの都市をUAVで攻撃したと主張した。またフーシ派は、多数のUAVを使ってエイラートにある建造物を攻撃したと主張した。
11月17日、IDFは、イラクからエイラートに向けて発射されたUAVをイスラエル領内に侵入する前に迎撃したと発表した。しかしその際の迎撃ミサイルが、誤作動によってヨルダンのアカバ近郊に落下した。一方フーシ派は、テルアビブやアシュケロン周辺を複数のUAVで攻撃したと主張したが、IDFはそのような事実は確認されていないとコメントした。
IDFは11月19日、イラクから発射されたUAVをイスラエル領空に侵入する前に撃墜したと発表した。一方、イスラエルのギドン・サール外相は、国連安全保障理事会に対し、親イラン派の民兵がイラク国土を利用してイスラエルに攻撃を仕掛けるのを防ぐために、イラクに圧力をかけるよう要請し、「攻撃が止まらなければ、こちらも自衛のための行動をとる」と警告した。
11月21日、IDFはイエメンから発射されたミサイルを迎撃したと発表した。その後フーシ派は、11月某日にPalestine2 ミサイルでネバティム空軍基地を攻撃することに成功したと発表した。11月25日、イスラエル東部から発射されたUAVが誤作動し、ゴラン高原の空き地に墜落した。
11月28日、『アル＝マシラ』紙は、米英主体の連合軍がバジル地区を2回空爆したと報じた。イスラエル空軍は11月30日、イスラエル領内に侵入する前にイラクから発射されたUAVを撃墜することに成功したと発表し、イスラエル海軍は、地中海上空でイラクから発射されたUAVを迎撃したと発表した。

### 2024年12月
12月1日、イスラエル国防軍はイエメンから発射された弾道ミサイルを撃墜したと発表した。後にフーシ派は、イスラエル中部の重要拠点を攻撃したと発表した。またフーシ派は、米駆逐艦と、ステナ・インペッカブル号（石油タンカー）、マースク・サラトガ号（コンテナ船）、リバティ・グレイス号（ばら積み貨物船）を、16発の弾道ミサイルと巡航ミサイルで攻撃したと主張した。米中央軍は後に、USSストックデールとUSSオカーンが、3発の対艦弾道ミサイル・3発のUAV・商船3隻に向けて発射された対艦巡航ミサイルを迎撃したと発表した。
12月2日、イスラエル海軍は紅海上空でイラクから発射されたUAVを迎撃したと発表した。フーシ派はその後、イラクのイスラム抵抗勢力と協力して、イスラエルの軍事拠点（イスラエル北部の2カ所とエイラートの1カ所）に対してUAV3機を使い、攻撃を行ったと主張した。
12月7日、IDFはイエメンから発射されたミサイルを撃墜することに成功したと発表した。翌日、フーシ派は再度ミサイルを発射したが、イスラエル領内に侵入する前にイスラエル空軍によって迎撃された。フーシ派は、イラクのイスラム抵抗勢力と協力して、イスラエル南部の重要施設をUAVで攻撃したと述べた。12月9日、イエメンから発射されたUAVは、ヤブネに攻撃することに成功。ヤブネ内の団地が被害を受けたが、死傷者は出なかった。フーシ派は、「テルアビブ内の機密機関を攻撃することに成功した」と主張した。
12月10日、フーシ派は米軍の補給艦3隻と、アデン湾を護衛していた駆逐艦USSオカーンとUSSストックデールに攻撃を行ったと発表。その後、米中央軍は、フーシ派から発射されたUAVと巡航ミサイルをすべて駆逐艦が迎撃したと発表した。
12月12日、IDFはエイラートに向かってイエメンから発射されたUAVを紅海上空で迎撃された。その後イスラエル東部からUAVを発射したが、イスラエル南部上空で迎撃された。 フーシ派は翌日、UAVを使ってヤッファとアシュケロンの軍事施設を攻撃することに成功したと発表し、さらにイラクのイスラム抵抗勢力と協力してイスラエル南部の軍事拠点に対してUAVによる攻撃を行ったと主張した。『アル＝マシラ』紙は12月15日、米英主体の連合軍がアト・トゥヘイタ地区に空爆を行ったと主張した。
12月16日、IDFはイエメンから発射されたミサイルをイスラエル領内に侵入する前に迎撃したと発表。フーシ派はこれについて我々がミサイルを発射したと主張し、Palestine2 ミサイルでイスラエル中部を攻撃したと発表した。イエメンから発射されたUAVもイスラエル海軍によって地中海上空で迎撃された。一方、『アル＝マシラ』紙は、米英主体の連合軍がミディ地区のバヒス地域とサナアのアルアルディ複合施設を空爆したと報道した。米中央軍は後に、米軍がフーシの指揮統制施設に対して攻撃を行ったとコメントした。またフーシ派は、アデン湾を航行する民間船3隻とそれを護衛する米海軍の駆逐艦をUAV4機とミサイルで狙ったが、UAV4機とミサイルは、米駆逐艦・米海軍の軍用ヘリコプター、フランス空軍機によって撃墜された。
12月18日夜、アロー防衛システムはフーシ派の弾道ミサイルがイスラエル領空に侵入する前に迎撃したが、弾頭に損傷を与えることができず、破片がラマト・ガンに落下。車が損傷し、学校が倒壊するなどの被害が発生した。フーシ派は極超音速弾道ミサイルを使ってテルアビブの軍事施設2つを攻撃したと主張した。翌日、フーシ派のものと思われるUAVがイスラエル空軍によってテルアビブ沿岸付近で迎撃された。その後、フーシ派はテルアビブ地域の軍事施設をUAVで攻撃したと主張した。
フーシ派のミサイル攻撃の直後、14機のイスラエル軍機がイエメン国土を2度空爆した。1度目の空爆ではフダイダ港、サリフ港、ラス・イサ石油ターミナルを、2度目の空爆ではサナア近郊にある発電所の燃料貯蔵庫2基を攻撃した。IDFは、攻撃はフーシ派が軍事作戦に使用する場所に対して行い、3つの港を使用不能にし、8隻のタグボートを破壊したと述べた。『アル＝マシラ』紙によると、この攻撃で少なくとも9人の市民が死亡、3人が負傷し、石油施設とフダイダ港では施設の損傷が確認された。
フーシ派は12月20日、イラクのイスラム抵抗勢力と連携し、イスラエル南部での軍事施設や、イスラエル中部の軍事拠点に対してUAV2機による攻撃を行い、成功したと主張した。
12月21日、フーシ派の弾道ミサイルがIDFの迎撃が当たらず、ヤッファの運動場に命中し、16人が軽傷を負い、避難所に避難していた14人が負傷し、7人が不安発作の治療を受けた。また、リション・レツィヨンの男性がミサイルのサイレンに対する動揺で心停止し、死亡した。フーシ派は、テルアビブの軍事施設をPalestine2 ミサイルで攻撃したと発表した。その日のうちに、イエメンから発射されたと疑われるUAVがイスラエル南部上空でイスラエル空軍によって撃墜された。
12月21日、米中央軍司令部は、米軍がサナアで空爆を実施し、フーシ派のミサイル貯蔵所とフーシ派司令部の拠点を攻撃したほか、紅海上空でフーシ派のUAVと対艦巡航ミサイルを複数撃墜したと発表した。その後、USSゲティスバーグが紅海上空でF/A-18スーパーホーネット戦闘機に対して攻撃をしてしまい、撃墜。パイロットは脱出に成功したが軽傷を負った。一方、フーシ派はイエメンへの攻撃を阻止することに成功し、アメリカ軍側の航空機を撃墜したと主張。また加えてアメリカの駆逐艦に向けて巡航ミサイル8発とUAV17機を発射したと発表した。
12月23日、IDFはイスラエル領空外でUAVを迎撃したと発表した。同日フーシ派は、アシュケロンとテルアビブに向けて2機のUAVを発射したと主張した。翌日、アロー防衛システムによってフーシ派が発射した弾道ミサイルがイスラエル領空に侵入する前に迎撃された。23日のフーシ派による攻撃によって、避難所に駆け込んだ女性が重傷を負ったほか、25人が不安発作や避難所に駆け込んだ際に軽傷を負った。イスラエルのカッツ国防相はこれに対抗しフーシ派の指導者を暗殺すると脅しをかけた。
12月25日朝、フーシ派のミサイルがイスラエル領空外で迎撃された。この際に防空壕に駆け込んだ9人が負傷、2人が不安発作で手当てを受けた。イスラエル側の迎撃ミサイルの破片はベエル・ヤアコフに落下・被害を与え、破片はシェフェラとモディイン・マカビム・レウトにも落下したと報告された。同日、フーシ派が発射したUAVがアシュケロン近郊の空き地に墜落したが、死傷者は出なかった。その後もフーシ派は2機のUAVを発射し、1機はテルアビブ、もう1機はアシュケロンの工業地帯を攻撃したと主張した。またフーシ派は組織内に潜入していた、中央情報局（CIA）とイスラエル諜報特務庁（モサド）のスパイを処分したと発表し、スパイがフーシ派の軍事施設内の情報を流し、ほかにも政治家や軍人に関する情報の収集も行っていたとした。
12月26日、25機のイスラエル空軍機がイエメンでフーシ派の軍事施設に対して空爆を行い、サナア国際空港の航空管制塔・空港ラウンジ・滑走路が被害を受け、サナア近郊のヘジャズ発電所、フダイダ港と港内の発電所、サリフ港、ラス・カンティブ港のインフラを攻撃した。フーシ派によると、この攻撃で少なくとも6人が死亡、少なくとも40人が負傷した。フーシ派に逮捕された国連職員や公館職員、NGO職員の解放交渉のためにイエメンを訪れていた世界保健機関（WHO）のテドロス・アダノム事務局長は間一髪のところで死を免れたが、国連人道支援航空サービス職員が重傷を負った。
報復としてフーシ派は12月26日から27日にかけて、テルアビブに向けて弾道ミサイルを発射し、ベン・グリオン国際空港に攻撃することに成功、死傷者を出し、空港の運用を停止させたと主張した。しかし実際は、ミサイルはイスラエル領空外で米国のTHAADミサイルによって迎撃されていた。尚この迎撃は、THAADミサイルが10月にイスラエルに配備されて以来初めて使用された例となった。18人が防空壕に逃げ込む際に軽傷を負い、2人が不安発作を起こした。またフーシ派は、テルアビブ周辺をUAVで攻撃したと主張したが、IDFは攻撃を確認していないとコメントしている。『アル＝マシラ』紙はその後、米英国主体の連合軍が9月21日、サナアのマアイン地区にある公園を空爆したと報じた。
IDFはイエメンから発射されたミサイルをイスラエル領空外で迎撃し、1人が不安発作に見舞われたと発表した。フーシ派はその後、ネバティム空軍基地を攻撃することに成功したと主張した。一方『アル＝マシラ』紙は、米英国主体の連合軍がハッジャ県ミディ地区バヒス地域で2度空爆を行ったと報じた。またフーシ派は、バイダー県上空で米国のMQ-9リーパー無人航空機を撃墜したと主張した。
12月30日、フーシ派は弾道ミサイルを発射したがイスラエル領内に侵入する前にアロー防衛システムによって迎撃され、ミサイルの破片がベト・シェメシュに落下した。この攻撃により少女が避難所に向かって走っている途中で負傷し、複数の負傷者が不安発作で手当てを受けた。フーシ派は、エルサレム南部のベン・グリオン国際空港と近くの発電所に対して2発のミサイルを発射したと発表した。
12月31日、米中央軍司令部は、紅海上空で数発のミサイルと自爆用UAVを撃墜したほか、米海軍の艦船と航空機が12月30日から31日にかけてフーシ派の軍事施設を攻撃したと発表した。『アル＝マシラ』紙は、米軍はフーシ派政権の国防省本部があるアル＝アルディ複合施設と情報省本部があるトゥウェンティーセカンド・メイ複合施設に攻撃を行ったと発表した。

### 2025年1月
1月1日、フーシ派はマアリブ県上空で米国のMQ-9リーパー無人航空機を地対空ミサイルで撃墜したと主張した。
2023年1月3日の早朝、イエメンから発射された弾道ミサイルはIDFによって迎撃され、破片がモディイン・マカビム・レウト近郊およびハル・ギロに落下し、軽微な損害を引き起こした。また、シェルターに向かって走っていた12人が負傷し、9人は急性ストレス障害を発症し治療を受けた。その後、イエメンから発射されたUAVはイスラエル領土外でIAFによって迎撃された。フーシ派は両方の攻撃を実行したことを認め、Palestine 2 ミサイルでテルアビブ近郊の発電所を、UAVでテルアビブの軍事施設を攻撃したと述べた。
1月5日、フーシ派が発射した別の弾道ミサイルは、イスラエル領内に侵入する前に迎撃された。フーシ派は、ハデラ近郊のオロット・ラビン発電所の攻撃に成功したと主張した。フーシ派が運営するメディアはその後、米英主導の連合軍がサアダ東部で3度空爆を行ったと報じた。
1月6日、フーシ派は2発の巡航ミサイルと4機のUAVでUSSハリー・S・トルーマンを攻撃し、米軍の空爆を阻止したと主張した。また、UAVでヤッファ地区のイスラエル軍施設2箇所とアシュケロンの別の施設を攻撃したと主張した。
1月8日、米中央軍司令部は、フーシ派が高度な通常兵器を保管するために使用しているとされる2つの地下施設に対して米軍が攻撃を行ったと発表した。『アル＝マシラ』紙によると、米英軍はアムラーン県のハルフ・スフィアン地区で5回、サヌア州のサンハン地区とバニ・バーフル地区で2回の空爆を行ったという。
1月9日、『アル＝マシラ』紙は、米英主導の連合軍が、アムラーン県ハルフ・スフィアン地区で3回、サナア県ジャーバン地区で2回、フダイダ県アルヘヤ地区で1回の計6回の空爆を行ったと報じた。一方、イエメンから発射された3機のUAVはIAFによって迎撃され、1機はIAFのヘリコプターによってイスラエル領上空で撃墜され、その破片は空き地に墜落した。フーシ派は、3機のUAVでテルアビブ地域の標的を攻撃することに成功したと主張した。
1月10日、米軍主導の連合軍と有志国から構成される空軍部隊はイエメンに爆撃を行った。『アル＝マシラ』紙によると、米英軍機はハルフ・スフィアン地区を12回、フダイダ港を6回、サナアを数回空爆した。その後、20機以上の空軍機がフダイダ港、ラス・イッサ港、サヌアのヘジヤズ発電所を空爆した。『アル＝マシラ』紙は、空爆で市民1人が死亡し、6人が負傷したと報じた。一方、フーシ派は、その後、USSハリー・S・トルーマンが、同艦と同艦が護衛していた艦艇数隻が攻撃されそうなときに巡航ミサイルとUAV数発で攻撃を阻止したと主張した。
フーシ派は1月11日夜、USSハリー・S・トルーマンとそれに随行する艦艇を9時間にわたって複数の巡航ミサイルとUAVで再び攻撃することに成功し、空母を撤退させたと主張した。米政府関係者は後に、護衛していた空母と民間船3隻が攻撃を受けたことを確認したが、UAVとミサイルは米海軍の駆逐艦とヘリコプター、フランス空軍機によって撃墜されたとした。
1月13日、イエメンから発射されたUAVが地中海上空でイスラエル海軍のミサイル艇に迎撃された。 ミサイルもイスラエルに侵入する前にIAFに迎撃された。その後、フーシスはパレスチナ2ミサイルと4機のUAVでヤッファ地域を標的にしたと主張した。
1月14日早朝、イエメンから発射された弾道ミサイルがイスラエルの防空ミサイルに迎撃された。ミサイルの破片がメヴォ・ベイタルの民家に墜落し、被害をもたらし、避難所に逃げ込んだ11人が負傷、4人が急性ストレス障害のため手当てを受けた。フーシ派はこの攻撃を実行したと主張、また、テルアビブにあるイスラエル国防省の本部を極超音速弾道ミサイルで攻撃したと主張した。その後フーシ派は、UAVでテルアビブ周辺のイスラエルの拠点を、巡航ミサイルでエイラートの発電所を攻撃することに成功したと主張した。
フーシ派は1月15日、紅海でUSSハリー・S・トルーマンとそれに随行する艦艇を数発の巡航ミサイルとUAVで攻撃したと再び主張した。1月16日、イスラエルのガザ地区での失敗を記念して、フーシ派の指導者アブドルマリク・フーシはパレスチナ・イスラエル戦争の停戦を宣言した。1月17日、フーシ派は、米軍がハルフ・スフィアン地区に5回の空爆を行ったと主張した。その後フーシ派は、4発の巡航ミサイルでエイラートを、UAVでアシュケロンを、複数のUAVでテルアビブを攻撃し、さらに再びUSSハリー・S・トルーマンを攻撃したと主張した。
1月18日午前中、イエメンから発射された弾道ミサイルをIDFが迎撃し、その破片がベイタル・イリト、バル・ジオラ、メヴォ・ベイタル付近に落下した。ミサイルの破片はメヴォ・ベイタルとツール・ハダサの家屋にも被害を与えた。また、フーシ派はテルアビブにあるイスラエル国防省本部を攻撃したと主張した。その後、2発目の弾道ミサイルが防空ミサイルによって撃ち落とされたとのことである。フーシ派は、弾道ミサイルと巡航ミサイルでエイラートの2つの重要な拠点を攻撃することに成功したと主張した。 また、UAVと巡航ミサイルを使って紅海でUSSハリー・S・トルーマンとそれに随行する艦艇を攻撃し、作戦地域の変更を余儀なくしたと主張した。
1月19日、『アル＝マシラ』紙は、米国がサナア北部のアル＝アズラキーン地域に4回の空爆を行ったと報じた。ガザ地区での停戦実施後、フーシ派は1月20日、イスラエル所属の船舶を除き、紅海を通過する船舶への攻撃を停止すると発表した。一方で、他国から攻撃を受けた場合には、イスラエル以外の国の船舶でも攻撃すると表明した。
フーシ派は1月22日、オマーンの仲介とハマースの要請を受け、2023年11月に拿捕した貨物船ギャラクシー・リーダー号の乗組員25人全員を解放したと発表した。一方、新たに就任したドナルド・トランプ米大統領は、フーシ派の攻撃を受けて、米国務省の外国テロ組織指定リストに基づき、フーシ派への制裁を再開した。
国連は1月24日、フーシ派が7人の国連職員を拘束したため、フーシ派支配地域におけるすべての国連職員の移動を停止すると発表した。

### 2025年2月
2月10日、フーシ派がさらに8人の国連職員を拘束したため、国連はサアダ県での活動も停止した。翌日、国際連合世界食糧計画（WFP）は1月以来フーシ派に拘束されていた職員の1人が死亡したと発表した。一方、アブドルマリク・フーシは、ガザでの停戦が破綻すれば、攻撃を再開すると警告した。
2月13日、アブドルマリク・フーシは、イスラエルと米国がトランプ大統領が提案したパレスチナ人をガザ地区から移動させる計画を実行すれば、同グループは攻撃を再開すると述べた。2月22日、2人の米政府高官がロイターに語ったところによると、フーシ派はその週の初めにF-16戦闘機とMQ-9リーパー無人航空機を地対空ミサイルで攻撃したが、いずれも外れたという。

## フーシ派による商業船への攻撃
イランが支援するフーシ派勢力は2023年11月19日、紅海を通過するイスラエル関連の船舶を攻撃し始めた。2024年2月までに40隻が攻撃された。通常、紅海やスエズ運河を航行していた世界の海運会社は、代わりに南アフリカのケープ半島沖にある喜望峰周辺を通るルートに船を変更せざるを得なくなった。
2023年11月から12月にかけて、紅海の商船に対するフーシ派の攻撃により、世界貿易は1.3％減少した。 2024年3月までに、2023年11月のフーシ派による最初の攻撃以来、2,000隻以上の船舶が紅海からの航路を迂回し、よりコストのかかる南アフリカ側からの航海をしている。
フーシ派は当初、イスラエルと関係のある船舶を標的にすると宣言していたが、2024年1月、「米英による我が国への侵略」の復讐として、十数カ国と関係のある船舶への攻撃も開始した。米中央軍は、これらのフーシ派の攻撃は「2023年パレスチナ・イスラエル戦争とは無関係」であり、フーシは「紅海に無差別に発砲」し、船舶を標的にし、40カ国以上に影響を与えたと回答した。2024年5月3日、フーシ派に属するイエメンの最高政治機関 最高政治評議会のヤヒヤ・サリー軍事報道官はテレビ演説で、「我々は到達可能なあらゆる地域で、地中海のイスラエル港に向かう船舶を標的にする」と発表した。

### 2023年
11月19日、フーシ派勢力はMi-17ヘリコプターを使い、25人を乗せ、貨物は積んでいないインド行きの自動車輸送船ギャラクシー・リーダー号に乗り込み、同船をジャックした。この事件は、フーシ派のスポークスマンであるヤヒヤ・サリーが同派のテレグラムのチャンネルで発表した声明に続くもので、イスラエル企業が所有または運営する、あるいはイスラエル国旗を掲げた船舶を標的にする意向を表明した。船主によると、船はその後イエメンのフダイダ港に移された。サリアはまた、そのような船舶の乗組員から自国民を排除するよう各国に求めた。これに先立ち、フーシ派の指導者アブドルマリク・フーシは、紅海やバブ・エル・マンデブ海峡での潜在的な標的を含め、イスラエルの利益に対するさらなる攻撃を予告していた。彼の演説は、これらの地域でイスラエルの船を監視し、標的とするグループの能力を強調した。
2023年11月24日、イランがインド洋でマルタ船籍のコンテナ船CMA CGM Symiを攻撃したと発表された。紅海上空ではIDFの戦闘機が戦闘用ドローンを撃墜した。
2023年11月26日、ゾディアック・マリタイムが管理するリベリア船籍の石油タンカー、セントラルパーク号が、アデン湾のイエメン沖で拿捕された。同船はリン酸を満載し、ロシア人、ベトナム人、ブルガリア人、インド人、グルジア人、フィリピン人の乗組員22人を乗せていた。 駆逐艦USSメイソンは、多国間海賊対策活動第151合同任務部隊（CTF151）のパートナー国とともに、訪問・乗船・捜索・拿捕（VBSS）作戦を実施し、セントラルパーク号の解放を促進するとともに、逃亡を試みたハイジャック犯を船上で捕獲した。乗組員は無事だった。米軍は、翌日の早朝、イエメンのフーシ派領内から、メイソン号とセントラル・パーク号の方向に弾道ミサイル2発が発射され、アデン湾に落下したと報告した。5人のハイジャック犯は、全員がソマリアの海賊で以前にも逮捕されておりで、米海軍に拘束された。
2023年12月3日、米海軍のアーレイ・バーク級駆逐艦USSカーニーは、イエメンから発射された攻撃用無人攻撃機3機が艦に接近してきたところを撃墜したと報じられた。無人攻撃機を撃墜した後、同艦はイエメンから発射された弾道ミサイルの攻撃を受けていた同海域の3隻の民間船（ユニティ・エクスプローラー号、ナンバー9、ソフィーII）の救難信号に応答した。
フーシ派は2件の攻撃について責任を主張している。フーシ派の軍事スポークスマンのヤヒヤ・サリー准将は、バブ・エル・マンデブ海峡で商船1隻がミサイルに、もう1隻がドローンに攻撃されたと述べた。国防総省からの情報によれば、カーニーへの攻撃による負傷者や被害はなかったという。
2023年12月12日、フーシ派は、バブ・エル・マンデブ海峡の付近を操行していたJ・ルートヴィヒ・モウィンケルス・レデリ社が運航する石油・化学タンカー、ノルウェーの商業船ストリンダ号に対し、対艦巡航ミサイル攻撃を開始した。ストリンダ号はマレーシアからイタリア（スエズ運河経由）に向かう途中だった。この攻撃で船内は火災に見舞われたが、乗組員に怪我はなかった。同船はパーム油の積荷を運んでいた。フランス軍省と米国防総省は、ラングドックがストリンダ号を狙った無人攻撃機を撃墜し、USSメイソンも援助を提供したと報告した。フーシ派によるストリンダ号への攻撃は、同海峡の海運に対する一連の攻撃の拡大の始まりである。フーシ派はここを起点とし、イスラエルとの明確なつながりのない商業船を攻撃し始めた。
2023年12月13日、フーシ派は、インドのマンガルールからオランダのロッテルダムかスウェーデンのイェヴレに向かうマーシャル諸島船籍の商業タンカー、アードモア・エンカウンター号に乗り込もうとしたが失敗し、船からの救難信号を促した。その後、フーシ派はミサイルでタンカーを狙ったが、これは外れた。USSメイソンはタンカーの救難信号に応答し、フーシの支配地域から発射されたUAVを撃墜した。アードモア・エンカウンター号は、それ以上の事故なく航海を続けることができた。
2023年12月14日、フーシが発射したミサイルがマースク・ジブラルタル号に向けて発射されたが、目標は外れた。 2023年12月15日、フーシ派のスポークスマンであるヤヒヤ・サリーは、MSCアランヤとMSCパラティウムIIIと名乗る2隻のリベリア籍船に対する攻撃の責任を主張した。フーシ派は、これらの船舶がイスラエルに向かう途中であったと主張し、ミサイルを発射した。
12月15日、ハパッグロイド社が所有するリベリア船籍のアル・ジャスラ号が、バブ・エル・マンデブ海峡を航行中にフーシが発射した弾丸を受け、炎上したことが報じられた。 2023年12月16日、イギリス海軍の駆逐艦ダイヤモンドが、紅海上空で商業船を標的にしていたドローンを撃墜した。
2023年12月18日、フーシ派は紅海のモカ港付近で、MSCクララ号とノルウェー所有のスワンアトランティック号の2隻の貨物船を標的に攻撃を開始したと主張した。スワンアトランティック号の所有者であるインベンター・ケミカル・タンカーズは、攻撃で水タンクが損傷したと述べ、イスラエルとの関係を否定した。
2023年12月23日、フーシ派は紅海南部に2発の対艦弾道ミサイルを発射したが、艦船には命中しなかった。また、USSラブーンは向かってきた4機のUAVを撃墜した。
2023年12月26日、フーシ派は紅海のMSC ユナイテッド VIIIがフーシ派からの3度の警告を拒否したことを確認した後、数発の海軍ミサイルを発射した。目撃者によると近くで何度か爆発があったという。船員は近くの米主導連合機動部隊の戦艦に警告を発し、攻撃中に船長の指示に従って回避行動をとった。
A.P.モラー・シンガポールが所有し、マースク・ラインが運航するコンテナ船、マースク・杭州号が12月下旬、2日間にわたって襲撃された。12月30日、同船は陸上ミサイルの攻撃を受けたが、被害は軽微で、死傷者も出なかった。翌日、イエメンの小型砲艦4隻が同船を攻撃し、乗り込もうとした。しかしマースク杭州の警備チームがこれを撃退した。救難信号を受けたUSSドワイト・D・アイゼンハワーとUSSグレーヴリーから戦闘用ヘリコプターが出動し、フーシ派と交戦した。フーシ派は応戦し、避難用ボートのうち3隻を沈没させ、乗組員（計10人）を殺害した（4隻目は避難に成功）。

## アナリシス
2024年8月7日、中東における米国海軍の責任者であるジョージ・ウィコフ副提督は、紅海危機における米英軍とフーシ派との交渉は、結果的には「フーシ派を思いとどまらせ、紅海を操行する船舶への攻撃を阻止することに失敗した」とし、「一連の攻撃や防衛努力はフーシ派の行動を変えるにはほとんど役立たなかった」と主張した。